# 盧月香
盧月香（1964年6月7日—），成長於中華人民共和國福建省龍岩市永定縣，嫁至台灣後，成為新住民，放棄中華人民共和國身份證，取得中華民國國民身分證。2010年2月28日成立中華生產黨，並擔任黨主席。

## 生平
1964年出生於中華人民共和國福建省龍岩市永定縣龍潭鎮下石雁，出身客家人。1981年畢業於龍岩汽車技術學院
。
1991年，盧月香與台籍丈夫施精健，兩人一起辦了結婚證。
1992年12月28日，盧月香抵達臺灣臺北，當時她身上只帶了2,000美元。成為第一批申請中華民國公民身份的中國大陸新娘。
2000年，創立中華外籍促進會，協助由中國大陸到臺灣的新娘爭取權益。
2001年，领取中華民國國民身分證。當年5月份在中國國民黨中央黨部工作，担任过中國國民黨大陸台商組執行秘書等职，一直服務到2008年。
2003年，成立「螞蟻雄兵」，並支持連戰、宋楚瑜總統大選候選人，在後援會擔任總隊長。
2005年，加入臺灣世界客屬總會，擔任常務理事。2005年參加臺灣客家文經發展協會，擔任常務理事。2007年擔任國民黨臺北市黨部新住民關懷協會理事。2007年成立「悍馬雄兵」，為馬英九、蕭萬長競選總部後援會擔任總隊長，同時擔任馬蕭競選總部分會會長。2007年擔任國民黨婦女部執行長、兩岸文化藝術聯盟副執行長、台澎金馬發展協會理事、中華外籍人士關懷協會秘書長。2008年擔任八位中國國民黨立法委員候選人的總顧問。2008年7月擔任客家黨大陸事務部主任委員。
2008年中華民國總統選舉，她幫台商出機票錢返台投票，呼籲投藍。
2009年2月28日，盧月香向中華民國内政部申请，在台灣内筹备成立「中華生產黨」。
2010年2月28日成立中華生產黨，擔任黨主席，其以毛泽东思想教育全党，并在党内形成了“卢主席思想”。
2012年總統大選中，盧月香以中華生產黨主席身份，號召其他小黨，組成台灣悍馬雄兵新住民大聯盟，為中國國民黨輔選。因為輔選績效，曾獲馬英九頒發國民黨一等勛章。
2014年1月11日，「中華生產黨」改組為「中國生產黨」，該黨黨主席改由丈夫施精健統領。
2015年7月7日，中華人民共和國換發新的卡式台胞證，盧月香成為首位申請獲准者。

## 爭議事件
2014年10月12日，參與連勝文競選造勢時，盧月香在致詞時說，在2008年總統大選時，她曾出錢讓台商返台投票，以支持馬英九當選。根據《自由時報》報導，此次活動疑似以現金一千元或等值的電視棒來動員中國大陸籍配偶參與。
因其出身之故，曾多次發表言論，主張台灣應在現況接受與中華人民共和國統一，在中國大陸《南方周末》專訪時，曾說建黨目的包括要讓台灣立委、將軍去北京毛澤東紀念堂向毛主席下跪。引發議論。